# Phyllodonta emerita
Phyllodonta emerita är en fjärilsart som beskrevs av Dyar 1912. Phyllodonta emerita ingår i släktet Phyllodonta och familjen mätare. Inga underarter finns listade i Catalogue of Life.